# Frei zu leben
"Frei zu leben" (tradução para o português "Viver livremente") foi a 1ª canção alemã no Festival Eurovisão da Canção 1990, interpretada em alemão por Chris Kempers e Daniel Kovac.
A canção foi a 13ª a ser apresentada na noite do Festival (depois de Egon Egemann da Suíça com "Musik klingt in die Welt hinaus" e antes de Joëlle Ursull da França com "White and Black Blues").
A canção é um dueto amoroso, com os cantores dizendo um ao outro que são livres para viver e se darem ao mundo. Uma versão croata também foi apresentada por Daniel Kovac, com o nome de "Sretni Dani".
A canção que a seguiu como representante alemã no no Festival de 1991 foi "Dieser Traum darf niemals sterben" interpretada pela banda Atlantis 2000.